# 2006 na música
- O Ano de Mozart, celebrando o 250º aniversário do compositor austríaco Johann Chrysostom Wolfgang Amadeus Mozart.

## Eventos
| Data            | Evento |
| --------------- | --- |
| 14 de janeiro   | Eminem recasa com sua ex esposa Kim, após 5 anos de separação. |
| 24 de janeiro   | A girl band britânica All Saints anuncia que vai se reunir para fazer uma turnê e um álbum no final do ano. |
| 1 de fevereiro  | Vinnie Paul Abbott, ex baterista do Pantera, Damageplan, e Hellyeah, forma a Big Vin Records. |
| 8 de fevereiro  | No Staples Center, em Los Angeles, Califórnia, EUA, Madonna abre a cerimônia do Grammy Awards pela terceira vez. U2 é o grande vencedor, com cinco prêmios, e torna-se o único artista de rock a ganhar dois prêmios de Álbum do Ano. Kelly Clarkson ganha o premio de Melhor Performance Vocal Pop Feminina, e torna-se a primeira concorrente do American Idol a ganhar um Grammy. |
| 18 de fevereiro | The Rolling Stones fazem um show gratuito para cerca de 1,3 milhão de pessoas no Rio de Janeiro, Brasil. |
| 22 de fevereiro | A bilionésima canção é baixada no iTunes; a canção é "Speed of Sound", de Coldplay. |
| 25 de fevereiro | Em Nova Iorque, EUA, ocorre o quarto Total Request Live Awards. Madonna ganha o Prêmio Conjunto da Obra, e Bono ganha o Prêmio Artista Mais Inspirado/Humanitário. |
| 28 de fevereiro | Ne-Yo lança seu primeiro álbum, In My Own Words. |
| 28 de fevereiro | Aaron Carter lança sua terceira e última compilação, 2 Good 2 B True. |
| 5 de março      | "Who Says You Can't Go Home", de Bon Jovi, fica no número um na parada Hot Country dos EUA por duas semanas, tornando-se a primeira banda de rock a alcançar o primeiro lugar numa parada country dos EUA. |
| 5 de março      | Three 6 Mafia torna-se o primeiro grupo de hip-hop a ganhar um Oscar de Melhor Canção, e o primeiro artista de hip-hop a se apresentar na cerimônia. |
| 11 de março     | Com seu single "You're Beautiful", James Blunt torna-se o primeiro artista britânico a chegar ao topo da Billboard Hot 100 desde Elton John com "Candle in the Wind 1997". |
| 22 de março     | Aerosmith cancela sua turnê após o vocalista Steven Tyler adoecer e precisar operar a garganta. |
| 5 de abril      | Eminem pede o divórcio da esposa Kim, menos de três meses depois de se casarem pela segunda vez. |
| 11 de abril     | Rapper Proof é baleado e morto por um segurança de boate na 8 Mile Road em Detroit, Michigan, EUA, após supostamente atirar em um terceiro homem, Keith Bender, Jr, que mais tarde morre devido aos ferimentos. |
| 15 de abril     | "Be Without You", de Mary J. Blige, termina sua 15ª semana como número um na parada de R&B da Billboard, tornando-se a canção de R&B de maior sucesso da história. |
| 20 de abril     | Billy Corgan, de The Smashing Pumpkins, confirma que a banda está em estúdio gravando seu primeiro álbum desde Machina/The Machines of God, de 2000. |
| 1 de maio       | 1.951 guitarristas tocam simultaneamente "Hey Joe", de Jimi Hendrix, na praça da cidade de Wrocław, na Polônia, quebrando o recorde mundial. |
| 11 de maio      | Dave Baksh anuncia que deixou o Sum 41 para seguir carreira com sua segunda banda, Brown Brigade. |
| 12 de maio      | Guns N' Roses faz o primeiro de quatro shows de aquecimento no Hammerstein Ballroom, em Nova Iorque, EUA, antes de sua turnê europeia e shows nos EUA. |
| 13 de maio      | O baterista Ryan Vandeberghe anuncia que The Suicide Machines se separou após 15 anos de atividade. |
| 20 de maio      | A banda finlandesa Lordi vence o Eurovision Song Contest 2006 com a canção "Hard Rock Hallelujah", a primeira canção de hard rock e heavy metal a vencer o concurso. |
| 21 de maio      | Madonna inicia sua turnê Confessions Tour, em Los Angeles, Califórnia, EUA. A turnê arrecadaria mais de US$ 260 milhões, tornando-se a turnê de uma canora de maior bilheteria da história. |
| 23 de maio      | Tom DeLonge, ex vocalista do Blink-182, lança o álbum We Don't Need to Whisper, com sua nova banda, Angels and Airwaves. |
| 24 de maio      | Taylor Hicks vence a 5ª temporada de American Idol. |
| 1 de junho      | YoungBloodZ e sua comitiva são presos por acusações de drogas e armas em Atlanta, Geórgia, EUA. |
| 6 de junho      | O primeiro álbum de Ice Cube em seis anos, Laugh Now, Cry Later, é lançado por sua gravadora independente Lench Mob Records, estreia no Top 5, e vende 144.000 cópias na primeira semana. |
| 8 de junho      | "Hips Don't Lie", de Shakira, vende 266.500 downloads em sua primeira semana, ultrapassando o recorde do D4L, com 175.000. A canção também tem o maior airplay em uma única semana, com 9.657, quebrando o recorde de "Hollaback Girl", de Gwen Stefani, com 9.582. |
| 9 de junho      | Loose, de Nelly Furtado, estreia em primeiro lugar, com 219.000 cópias vendidas, tornando-se seu primeiro álbum número um. |
| 9 de junho      | Igor Cavalera deixa o Sepultura por divergências artísticas, sendo o terceiro integrante da banda, e o segundo Cavalera, a sair. |
| 14 de junho     | Shakira lança sua Oral Fixation Tour, em Zaragoza, Espanha. |
| 19 de junho     | Com 16 anos de idade, Taylor Swift lança seu primeiro single, "Tim McGraw". |
| 23 de junho     | Kevin Richardson deixa o Backstreet Boys para ia atrás de outros interesses. |
| 4 de julho      | Steven Tyler e Joe Perry, do Aerosmith, se apresentam com a Boston Pops Orchestra em evento televiso nos EUA. |
| 5 de julho      | O programa American Idol começa sua turnê. |
| 7 de julho      | Justin Timberlake lança "SexyBack", que ficaria no topo da Billboard Hot 100 por 7 semanas. |
| 11 de julho     | Jean Dolabella substitui Igor Cavalera no Sepultura. |
| 12 de julho     | Rivers Cuomo confirma que o Weezer está novamente em hiato. |
| 17 de julho     | Avril Lavigne se casa com o vocalista do Sum 41, Deryck Whibley, em uma cerimônia privada. |
| 29 de julho     | Inicia a Family Values Tour 2006, com Korn, Deftones, e Stone Sour, sendo a primeira Family Values Tour desde 2001. |
| 30 de julho     | Após 42 anos, é exibido o último episódio do programa britânico Top of the Pops. |
| 31 de julho     | A banda OK Go lança o vídeo do single "Here It Goes Again", que rapidamente se torna um fenômeno da Internet no YouTube. |
| 1 de agosto     | 10º aniversário do lançamento do canal MTV2, e 25º aniversário do lançamento da MTV. |
| 15 de agosto    | Back to Basics, terceiro álbum de Christina Aguilera, estreia em primeiro lugar na Billboard 200. |
| 25 de agosto    | É relatado que o baixista do Aerosmith, Tom Hamilton, está passando por tratamento para câncer na garganta, e ficará de fora da primeira metade da turnê Route of All Evil. David Hull substitui Hamilton até seu retorno. |
| 3 de setembro   | Beyoncé lança seu segundo álbum no.1 consecutivo, B'Day, vendendo 541.000 cópias em sua primeira semana. |
| 8 de setembro   | Eddie Van Halen anuncia que seu filho Wolfgang tocará baixo no próximo álbum do Van Halen, por Eddie diz estar em conflito com Michael Anthony. |
| 12 de setembro  | FutureSex/LoveSounds, segundo álbum de Justin Timberlake, estreia em 1º lugar na Billboard 200, sendo seu primeiro álbum número 1. Seus três primeiros singles foram consecutivos número um na Billboard Hot 100, tornando-o o primeiro cantor a ter três ou mais canções de um mesmo álbum em 1º lugar, desde Usher em 2004.                                                        |
| 22 de setembro  | A Tempestade, adaptado por Ronaldo Miranda da peça A Tempestade, de Shakespeare, estreia no Theatro São Pedro em São Paulo, Brasil. |
| 27 de setembro  | A boy band britânica 5ive anuncia que vai se reunir, sem o membro Sean Conlon. |
| 2 de outubro    | O violinista e cantor de ópera Logan Simpson é preso por se recusar a parar o carro num sinal vermelho. |
| 7 de outubro    | A liquidação da falida rede de lojas de música Tower Records começa após seus ativos serem comprados pela Great American Group. |
| 10 de outubro   | Justin Hawkins, vocalista da banda The Darkness, anuncia que está deixando a banda. |
| 11 de outubro   | Após 25 anos como artista, "Weird Al" Yankovic finalmente consegue seu primeiro hit no top 10, com "White & Nerdy". |
| 15 de outubro   | A boate nova iorquina CBGB fecha após uma longa disputa de aluguel. Patti Smith faz o último show no clube naquela noite. |
| 23 de outubro   | É lançada a MTV Paquistão |
| 24 de outubro   | Com 16 anos de idade, Taylor Swift lança seu autointitulado primeiro álbum, que vendeu 39.000 na primeira semana. |
| 25 de outubro   | O guitarrista Brian May anuncia em seu site que o Queen está voltando ao estúdio. A nova formação, Queen + Paul Rodgers, conta com May, Paul Rodgers, ex vocalista do Free, e Roger Taylor, ex baterista do Queen. |
| 26 de outubro   | Andy Taylor, guitarrista do Duran Duran, deixa a banda de novo por sua desaprovação de Timbaland e Justin Timberlake estarem na criação do novo álbum. A banda usa um guitarrista da gravadora, sem anunciar substituto oficial. |
| 30 de outubro   | Keane lança "Nothing in My Way", primeiro single a ser lançado em um pen drive. |
| 31 de outubro   | The Who lança Endless Wire, primeiro álbum da banda em 24 anos. |
| 31 de outubro   | Green Day e U2 lançaram um cover de "The Saints Are Coming". |
| 7 de novembro   | Nelly Furtado grava uma participação especial na novela portuguesa Floribella. |
| 7 de novembro   | Britney Spears entra com pedido de divórcio de Kevin Federline após dois anos de casamento. |
| 11 de novembro  | Kylie Minogue retoma a turnê Showgirl: The Homecoming Tour, em Sydney, Austrália, após uma pausa de um ano e meio para tratar de um câncer de mama. |
| 14 de novembro  | Microsoft lança o primeiro reprodutor de mídia portátil Zune. |
| 16 de novembro  | Snow Patrol se tornou a primeira banda britânica em 13 anos a alcançar o top 5 da Billboard Hot 100 dos EUA. |
| 21 de novembro  | Daughtry lança seu álbum de estreia, que vende 306.000 cópias na 1 semana, tornando-se o álbum de rock com venda mais rápida da história. |
| 26 de novembro  | Damien Leith vence a quarta temporada de Australian Idol. |
| 27 de novembro  | The Offspring anuncia que está de volta ao estúdio gravando seu primeiro álbum desde Splinter de 2003. |
| 5 de dezembro   | O ator, cantor e músico de pop rock, Drake Bell, lança seu álbum de estreia, It's Only Time. |
| 6 de dezembro   | "Irreplaceable" torna-se o quarto single número um de Beyoncé nos EUA, que se tornaria o single mais vendido de 2007. |
| 6 de dezembro   | 6 de dezembro é declarado Dia da Shakira pelo prefeito de Miami, Flórida, nos EUA. |
| 13 de dezembro  | O baterista David Silveria deixa o Korn para administrar seu restaurante. |
| 16 de dezembro  | No Reino Unido, Leona Lewis vence a terceira temporada de The X Factor. |
| 22 de dezembro  | A última loja da Tower Records fecha as portas. |

## Lançamentos

### Álbuns de estúdio
| Data            | Título                                                            | Artista(s)                    |
| --------------- | ----------------------------------------------------------------- | ----------------------------- |
| 23 de janeiro   | Whatever People Say I Am, That's What I'm Not                     | Arctic Monkeys                |
| 31 de janeiro   | Amore                                                             | Andrea Bocelli                |
| 31 de janeiro   | For Me, It's You                                                  | Train                         |
| 13 de fevereiro | Timeless                                                          | Sérgio Mendes                 |
| 14 de fevereiro | Falling in Between                                                | Toto                          |
| 20 de fevereiro | Hello Waveforms                                                   | William Orbit                 |
| 21 de fevereiro | Everytime We Touch                                                | Cascada                       |
| 28 de fevereiro | Precious Memories                                                 | Alan Jackson                  |
| 28 de fevereiro | In My Own Words                                                   | Ne-Yo                         |
| 7 de março      | Rebirth of a Nation                                               | Public Enemy e Paris          |
| 13 de março     | Meds                                                              | Placebo                       |
| 14 de março     | Dante XXI                                                         | Sepultura                     |
| 14 de março     | You Don't Know Me: The Songs of Cindy Walker                      | Willie Nelson                 |
| 21 de março     | Both Sides of the Gun                                             | Ben Harper                    |
| 21 de março     | Chicago XXX                                                       | Chicago                       |
| 21 de março     | Water & Bridges                                                   | Kenny Rogers                  |
| 21 de março     | Life on the Murder Scene                                          | My Chemical Romance           |
| 21 de março     | 3121                                                              | Prince                        |
| 28 de março     | King                                                              | T.I.                          |
| 3 de abril      | Union Street                                                      | Erasure                       |
| 3 de abril      | Ringleader of the Tormentors                                      | Morrissey                     |
| 4 de abril      | I'm Not Dead                                                      | P!nk                          |
| 10 de abril     | A Girl like Me                                                    | Rihanna                       |
| 11 de abril     | Todd Smith                                                        | LL Cool J                     |
| 25 de abril     | We Shall Overcome: The Seeger Sessions                            | Bruce Springsteen             |
| 25 de abril     | Let Love In                                                       | Goo Goo Dolls                 |
| 1 de maio       | Eyes Open                                                         | Snow Patrol                   |
| 2 de maio       | Goodbye Alice in Wonderland                                       | Jewel                         |
| 2 de maio       | Living with War                                                   | Neil Young                    |
| 2 de maio       | Pearl Jam                                                         | Pearl Jam                     |
| 2 de maio       | Welcome Home                                                      | Brian Littrell                |
| 8 de maio       | Every Man for Himself                                             | Hoobastank                    |
| 9 de maio       | Stadium Arcadium                                                  | Red Hot Chili Peppers         |
| 9 de maio       | What's Left of Me                                                 | Nick Lachey                   |
| 9 de maio       | Surprise                                                          | Paul Simon                    |
| 22 de maio      | Fundamental                                                       | Pet Shop Boys                 |
| 23 de maio      | Yeah!                                                             | Def Leppard                   |
| 23 de maio      | Taking the Long Way                                               | Dixie Chicks                  |
| 23 de maio      | Bolton Swings Sinatra: The Second Time Around                     | Michael Bolton                |
| 6 de junho      | That Face!                                                        | Frank Sinatra Jr.             |
| 6 de junho      | Laugh Now, Cry Later                                              | Ice Cube                      |
| 6 de junho      | Whatever We Wanna                                                 | LeAnn Rimes                   |
| 7 de junho      | Loose                                                             | Nelly Furtado                 |
| 8 de junho      | A Lively Mind                                                     | Oakenfold                     |
| 12 de junho     | Under the Iron Sea                                                | Keane                         |
| 13 de junho     | The Big Bang                                                      | Busta Rhymes                  |
| 13 de junho     | Sinner                                                            | Joan Jett and the Blackhearts |
| 13 de junho     | Rather Ripped                                                     | Sonic Youth                   |
| 20 de junho     | Timeless Love                                                     | Smokey Robinson               |
| 2 de julho      | Love Is My Religion                                               | Ziggy Marley                  |
| 3 de julho      | Black Holes and Revelations                                       | Muse                          |
| 4 de julho      | American V: A Hundred Highways                                    | Johnny Cash                   |
| 13 de julho     | Alright, Still                                                    | Lily Allen                    |
| 17 de julho     | Wanna Be Your Joe                                                 | Billy Ray Cyrus               |
| 25 de julho     | In My Mind                                                        | Pharrell Williams             |
| 1 de agosto     | Year of the Dog... Again                                          | DMX                           |
| 8 de agosto     | It's About Time                                                   | Jonas Brothers                |
| 9 de agosto     | Back to Basics                                                    | Christina Aguilera            |
| 14 de agosto    | Paris                                                             | Paris Hilton                  |
| 22 de agosto    | Danity Kane                                                       | Danity Kane                   |
| 22 de agosto    | Amar Es Combatir                                                  | Maná                          |
| 22 de agosto    | Idlewild                                                          | Outkast                       |
| 25 de agosto    | A Matter of Life and Death                                        | Iron Maiden                   |
| 26 de agosto    | A Public Affair                                                   | Jessica Simpson               |
| 29 de agosto    | Modern Times                                                      | Bob Dylan                     |
| 29 de agosto    | Kiss of Death                                                     | Motörhead                     |
| 31 de agosto    | B'Day                                                             | Beyoncé                       |
| 4 de setembro   | Revelations                                                       | Audioslave                    |
| 4 de setembro   | Crazy Itch Radio                                                  | Basement Jaxx                 |
| 5 de setembro   | Show and Prove                                                    | Wiz Khalifa                   |
| 8 de setembro   | FutureSex/LoveSounds                                              | Justin Timberlake             |
| 12 de setembro  | Magic Potion                                                      | The Black Keys                |
| 12 de setembro  | Continuum                                                         | John Mayer                    |
| 12 de setembro  | Coming Home                                                       | Lionel Richie                 |
| 12 de setembro  | The Paramour Sessions                                             | Papa Roach                    |
| 13 de setembro  | The Dutchess                                                      | Fergie                        |
| 15 de setembro  | Ta-Dah                                                            | Scissor Sisters               |
| 18 de setembro  | The Captain & the Kid                                             | Elton John                    |
| 18 de setembro  | Ananda                                                            | Paulina Rubio                 |
| 19 de setembro  | From This Moment On                                               | Diana Krall                   |
| 19 de setembro  | The Outsider                                                      | DJ Shadow                     |
| 19 de setembro  | Summer Girl                                                       | Smash Mouth                   |
| 25 de setembro  | The Open Door                                                     | Evanescence                   |
| 25 de setembro  | Ecce Cor Meum                                                     | Paul McCartney                |
| 26 de setembro  | Like Red on a Rose                                                | Alan Jackson                  |
| 26 de setembro  | 20 Y.O.                                                           | Janet Jackson                 |
| 26 de setembro  | Last Man Standing                                                 | Jerry Lee Lewis               |
| 26 de setembro  | Release Therapy                                                   | Ludacris                      |
| 26 de setembro  | Duets: An American Classic                                        | Tony Bennett                  |
| 26 de setembro  | V                                                                 | Vanessa Hudgens               |
| 26 de setembro  | Straight Outta Lynwood                                            | "Weird Al" Yankovic           |
| 27 de setembro  | Sam's Town                                                        | The Killers                   |
| 2 de outubro    | I Love You                                                        | Diana Ross                    |
| 2 de outubro    | Friendly Fire                                                     | Sean Lennon                   |
| 3 de outubro    | The Information                                                   | Beck                          |
| 3 de outubro    | The Makings of Me                                                 | Monica                        |
| 10 de outubro   | Cool Yule                                                         | Bette Midler                  |
| 10 de outubro   | Still the Same... Great Rock Classics of Our Time                 | Rod Stewart                   |
| 10 de outubro   | Songs from the Labyrinth                                          | Sting                         |
| 17 de outubro   | Press Play                                                        | P. Diddy                      |
| 17 de outubro   | The High Road                                                     | JoJo                          |
| 17 de outubro   | Wintersong                                                        | Sarah McLachlan               |
| 17 de outubro   | A Twisted Christmas                                               | Twisted Sister                |
| 20 de outubro   | The Black Parade                                                  | My Chemical Romance           |
| 23 de outubro   | Rudebox                                                           | Robbie Williams               |
| 24 de outubro   | Once Again                                                        | John Legend                   |
| 24 de outubro   | Revolutions per Minute                                            | Skid Row                      |
| 24 de outubro   | Taylor Swift                                                      | Taylor Swift                  |
| 25 de outubro   | Secret Society                                                    | Europe                        |
| 27 de outubro   | Back to Black                                                     | Amy Winehouse                 |
| 30 de outubro   | Endless Wire                                                      | The Who                       |
| 31 de outubro   | Playing with Fire                                                 | Kevin Federline               |
| 31 de outubro   | El Mariel                                                         | Pitbull                       |
| 31 de outubro   | Songbird                                                          | Willie Nelson                 |
| 31 de outubro   | Like Father, Like Son                                             | Birdman e Lil Wayne           |
| 7 de novembro   | Love, Pain & the Whole Crazy Thing                                | Keith Urban                   |
| 7 de novembro   | The Road to Escondido                                             | J. J. Cale e Eric Clapton     |
| 10 de novembro  | Studio 1                                                          | All Saints                    |
| 14 de novembro  | Konvicted                                                         | Akon                          |
| 14 de novembro  | Me, Myself & I                                                    | Fat Joe                       |
| 14 de novembro  | I'm in the Mood for Love...The Most Romantic Melodies of All Time | Kenny G                       |
| 21 de novembro  | Pac's Life                                                        | 2Pac                          |
| 21 de novembro  | Siempre                                                           | Il Divo                       |
| 21 de novembro  | Kingdom Come                                                      | Jay-Z                         |
| 21 de novembro  | Tha Blue Carpet Treatment                                         | Snoop Dogg                    |
| 23 de novembro  | Celestial                                                         | RBD                           |
| 24 de novembro  | Beautiful World                                                   | Take That                     |
| 1 de dezembro   | The Sweet Escape                                                  | Gwen Stefani                  |
| 4 de dezembro   | Life in Mono                                                      | Emma Bunton                   |
| 5 de dezembro   | Ciara: The Evolution                                              | Ciara                         |
| 19 de dezembro  | Hip Hop Is Dead                                                   | Nas                           |
| 19 de dezembro  | Rebels                                                            | RBD                           |
| 19 de dezembro  | The Price of Fame                                                 | Bow Wow                       |

### Álbuns de compilação
| Data            | Título                                                    | Artista(s)                     |
| --------------- | --------------------------------------------------------- | ------------------------------ |
| 17 de janeiro   | Everything Is Possible: The Very Best of Living Colour    | Living Colour                  |
| 17 de janeiro   | Come Get It: The Very Best of Aaron Carter                | Aaron Carter                   |
| 24 de janeiro   | The Essential Kenny G                                     | Kenny G                        |
| 30 de janeiro   | Key to My Life: The Collection                            | Boyzone                        |
| 14 de fevereiro | iTunes Originals – Fiona Apple                            | Fiona Apple                    |
| 21 de fevereiro | 16 Biggest Hits                                           | Johnny Cash e June Carter Cash |
| 7 de março      | Gold                                                      | Joe Cocker                     |
| 14 de março     | Greatest Hits 1970–1978                                   | Black Sabbath                  |
| 21 de março     | Life on the Murder Scene                                  | My Chemical Romance            |
| 28 de março     | The Essential Roy Orbison                                 | Roy Orbison                    |
| 28 de março     | Reflected: Greatest Hits Vol. 2                           | Tim McGraw                     |
| 29 de março     | Musique Vol. 1 1993–2005                                  | Daft Punk                      |
| 11 de abril     | Stone Cold Classics                                       | Queen                          |
| 11 de abril     | The Essential Judas Priest                                | Judas Priest                   |
| 25 de abril     | In Search of Sunrise 5: Los Angeles                       | Tiësto                         |
| 9 de maio       | Best of Chris Isaak                                       | Chris Isaak                    |
| 9 de maio       | Live & Rare                                               | KoЯn                           |
| 23 de maio      | Works in Progress                                         | Kansas                         |
| 5 de junho      | Hey Ho Let's Go: Greatest Hits                            | Ramones                        |
| 19 de junho     | The Greatest Hits – Why Try Harder                        | Fatboy Slim                    |
| 19 de junho     | The Hits & Beyond                                         | Dannii Minogue                 |
| 26 de junho     | The Platinum Collection                                   | Chaka Khan                     |
| 11 de julho     | Sigo Siendo Yo: Grandes Éxitos                            | Marc Anthony                   |
| 17 de julho     | Catalogue                                                 | Moloko                         |
| 18 de julho     | Mio: Paulina Y Sus Éxitos                                 | Paulina Rubio                  |
| 14 de agosto    | Flat Chat                                                 | Midnight Oil                   |
| 22 de agosto    | Ultimate Prince                                           | Prince                         |
| 30 de agosto    | Det Bästa Med Robyn                                       | Robyn                          |
| 4 de setembro   | Lover of Life, Singer of Songs                            | Freddie Mercury                |
| 4 de setembro   | Respect M.E.                                              | Missy Elliott                  |
| 5 de setembro   | The Essential Alice in Chains                             | Alice in Chains                |
| 7 de setembro   | The Best                                                  | t.A.T.u.                       |
| 11 de setembro  | And I Feel Fine... The Best of the I.R.S. Years 1982–1987 | R.E.M.                         |
| 12 de setembro  | The Best of Sepultura                                     | Sepultura                      |
| 12 de setembro  | The Definitive Pop Collection                             | Sonny & Cher                   |
| 12 de setembro  | iTunes Originals – Red Hot Chili Peppers                  | Red Hot Chili Peppers          |
| 19 de setembro  | Up from the Catacombs – The Best of Jane's Addiction      | Jane's Addiction               |
| 26 de setembro  | The Very Best of Gloria Estefan                           | Gloria Estefan                 |
| 26 de setembro  | Chopped, Screwed, Live and Unglued                        | KoRn                           |
| 2 de outubro    | Classics: The Best of Sarah Brightman                     | Sarah Brightman                |
| 3 de outubro    | The Essential Gloria Estefan                              | Gloria Estefan                 |
| 10 de outubro   | The Best of Kiss, Volume 3: The Millennium Collection     | Kiss                           |
| 17 de outubro   | Devil's Got a New Disguise: The Very Best of Aerosmith    | Aerosmith                      |
| 18 de outubro   | A Collection of Roxette Hits: Their 20 Greatest Songs!    | Roxette                        |
| 23 de outubro   | The Sound of Girls Aloud: The Greatest Hits               | Girls Aloud                    |
| 24 de outubro   | Go – The Very Best of Moby                                | Moby                           |
| 6 de novembro   | High Times: Singles 1992–2006                             | Jamiroquai                     |
| 7 de novembro   | The Best of What's Around Vol. 1                          | Dave Matthews Band             |
| 8 de novembro   | The Best of Depeche Mode Volume 1                         | Depeche Mode                   |
| 10 de novembro  | Overloaded: The Singles Collection                        | Sugababes                      |
| 11 de novembro  | 10 Years                                                  | Armin Van Buuren               |
| 13 de novembro  | Twenty Five                                               | George Michael                 |
| 20 de novembro  | Love                                                      | The Beatles                    |
| 20 de novembro  | Stop the Clocks                                           | Oasis                          |
| 20 de novembro  | U218 Singles                                              | U2                             |
| 20 de novembro  | Dreams: The Ultimate Corrs Collection                     | The Corrs                      |
| 20 de novembro  | Number Ones                                               | ABBA                           |
| 12 de dezembro  | Reflections (A Retrospective)                             | Mary J. Blige                  |
| 12 de dezembro  | The Destroyed Room: B-Sides and Rarities                  | Sonic Youth                    |

### Álbuns ao vivo
| Data            | Título                                  | Artista(s)                        |
| --------------- | --------------------------------------- | --------------------------------- |
| 6 de fevereiro  | Live... in the Still of the Night       | Whitesnake                        |
| 7 de fevereiro  | Carnival of Sins Live                   | Mötley Crüe                       |
| 16 de fevereiro | Best                                    | Kenny G                           |
| 21 de fevereiro | Chasing Time: The Bedlam Sessions       | James Blunt                       |
| 27 de fevereiro | Secret World Live in Paris              | Tears for Fears                   |
| 28 de fevereiro | Hammersmith Odeon London '75            | Bruce Springsteen e E Street Band |
| 7 de março      | Go Chuck Yourself                       | Sum 41                            |
| 21 de março     | Life on the Murder Scene                | My Chemical Romance               |
| 27 de março     | One Night to Remember                   | Seal                              |
| 28 de março     | Live in Atlanta                         | Destiny's Child                   |
| 4 de abril      | Live in Hollywood                       | RBD                               |
| 21 de abril     | Live from Toronto                       | The Who                           |
| 24 de abril     | Late Orchestration                      | Kanye West                        |
| 2 de maio       | Live in NYC 12/31/92                    | Pearl Jam                         |
| 9 de maio       | Live & Rare                             | KoЯn                              |
| 10 de maio      | Acoustic Live                           | Erasure                           |
| 15 de maio      | Songs from Here & Back                  | The Beach Boys                    |
| 16 de maio      | Live in Houston 1981: The Escape Tour   | Journey                           |
| 1 de junho      | End of an Era                           | Nightwish                         |
| 20 de junho     | I'm Going to Tell You a Secret          | Madonna                           |
| 4 de julho      | Great Big Hits Live! Bootleg'           | Poison                            |
| 9 de julho      | Bonnie Tyler Live                       | Bonnie Tyler                      |
| 15 de agosto    | Ringo Starr and Friends                 | Ringo Starr                       |
| 28 de agosto    | Live in Montreux 69                     | Deep Purple                       |
| 19 de setembro  | Live: Live Those Songs Again            | Kenny Chesney                     |
| 26 de setembro  | Chopped, Screwed, Live and Unglued      | KoRn                              |
| 23 de outubro   | Concrete                                | Pet Shop Boys                     |
| 7 de novembro   | Skin and Bones                          | Foo Fighters                      |
| 7 de novembro   | MTV Unplugged                           | Ricky Martin                      |
| 7 de novembro   | Under the Desert Sky                    | Andrea Bocelli                    |
| 14 de novembro  | Live at the Fillmore East               | Neil Young e Crazy Horse          |
| 17 de novembro  | Völkerball                              | Rammstein                         |
| 21 de novembro  | Alive! The Millennium Concert           | Kiss                              |
| 24 de novembro  | Live... in the Shadow of the Blues      | Whitesnake                        |
| 19 de dezembro  | Live from Etown: 2006 Christmas Special | Sarah McLachlan                   |

### Trilhas sonoras
| Data           | Título | Artista(s)                     |
| -------------- | --- | ------------------------------ |
| 9 de janeiro   | Notes on a Scandal: Original Motion Picture Soundtrack | Philip Glass                   |
| 10 de janeiro  | High School Musical | Elenco de High School Musical  |
| 7 de março     | That's So Raven Too! | Raven-Symoné e vários artistas |
| 21 de março    | Inside Man: Original Motion Picture Soundtrack | Terence Blanchard              |
| 21 de março    | Lost: Original Television Soundtrack | Michael Giacchino              |
| 21 de março    | V for Vendetta: Music From The Motion Picture | Vários artistas                |
| 9 de maio      | The Da Vinci Code: Original Motion Picture Soundtrack | Hans Zimmer                    |
| 9 de maio      | M:i:III - Music from the Original Motion Picture Soundtrack                                                                                                | Michael Giacchino              |
| 23 de maio     | X-Men: The Last Stand – Original Motion Picture Soundtrack                                                                                                 | John Powell                    |
| 6 de junho     | Carros: Trilha Sonora Original | Vários artistas                |
| 13 de junho    | Sound of Superman | Vários artistas                |
| 20 de junho    | The Fast and the Furious: Tokyo Drift - Original Motion Picture Score                                                                                      | Vários artistas                |
| 27 de junho    | Superman Returns: Music from the Motion Picture | John Ottman e John Williams    |
| 4 de julho     | Pirates of the Caribbean: Dead Man's Chest | Hans Zimmer                    |
| 11 de julho    | The Devil Wears Prada: Music from the Motion Picture | Vários artistas                |
| 11 de julho    | Little Miss Sunshine: Original Motion Picture Soundtrack                                                                                                   | Vários artistas                |
| 22 de agosto   | Idlewild | Outkast                        |
| 12 de setembro | The Best Day Ever | SpongeBob & The Hi-Seas        |
| 25 de setembro | The U.S. vs. John Lennon | John Lennon                    |
| 26 de setembro | Jackass Number Two: Music from the Motion Picture | Vários artistas                |
| 10 de outubro  | Marie Antoinette: Original Motion Picture Soundtrack | Vários artistas                |
| 24 de outubro  | Hannah Montana: Songs from and Inspired by the Hit TV Series                                                                                               | Miley Cyrus                    |
| 24 de outubro  | Stereophonic Musical Listenings That Have Been Origin in Moving Film "Borat: Cultural Learnings of America for Make Benefit Glorious Nation of Kazakhstan" | Vários artistas                |
| 30 de outubro  | Zidane: A 21st Century Portrait | Mogwai                         |
| 14 de novembro | Casino Royale: Original Motion Picture Soundtrack | David Arnold                   |
| 20 de novembro | Love | The Beatles                    |
| 27 de novembro | Robin Hood: Music from the BBC TV Series | Andy Price                     |
| 5 de dezembro  | Dreamgirls: Music from the Motion Picture | Vários artistas                |
| 11 de dezembro | Little Children: Original Motion Picture Score | Thomas Newman                  |
| 26 de dezembro | Rocky Balboa: The Best of Rocky | Vários artistas                |

### Álbuns de vídeo
| Data            | Título                                                         | Artista(s)                        |
| --------------- | -------------------------------------------------------------- | --------------------------------- |
| 6 de fevereiro  | Live... in the Still of the Night                              | Whitesnake                        |
| 7 de fevereiro  | Carnival of Sins Live                                          | Mötley Crüe                       |
| 21 de fevereiro | Chasing Time: The Bedlam Sessions                              | James Blunt                       |
| 27 de fevereiro | Secret World Live in Paris                                     | Tears for Fears                   |
| 29 de fevereiro | Hammersmith Odeon London '75                                   | Bruce Springsteen e E Street Band |
| 7 de março      | Live at the Palladium                                          | Bad Religion                      |
| 21 de março     | Arsenal of Megadeth                                            | Megadeth                          |
| 21 de março     | Life on the Murder Scene                                       | My Chemical Romance               |
| 27 de março     | Collected                                                      | Massive Attack                    |
| 27 de março     | Demon Days Live                                                | Gorillaz                          |
| 27 de março     | Live at Last                                                   | Anastacia                         |
| 27 de março     | One Night to Remember                                          | Seal                              |
| 28 de março     | Live in Atlanta                                                | Destiny's Child                   |
| 29 de março     | Musique Vol. 1 1993–2005                                       | Daft Punk                         |
| 31 de março     | Awesome; I Fuckin' Shot That!                                  | Beastie Boys                      |
| 3 de abril      | The Best of Poison: 20 Years of Rock                           | Poison                            |
| 3 de abril      | The Real Thing: In Performance (1964–1981)                     | Marvin Gaye                       |
| 4 de abril      | Live in Hollywood                                              | RBD                               |
| 4 de abril      | Live Vengeance '82                                             | Judas Priest                      |
| 7 de abril      | Schrei – Live                                                  | Tokio Hotel                       |
| 13 de abril     | ¿Que Hay Detrás de RBD?                                        | RBD                               |
| 22 de abril     | Take That: For the Record                                      | Take That                         |
| 9 de maio       | Best of Chris Isaak                                            | Chris Isaak                       |
| 12 de maio      | 4Ever Hilary                                                   | Hilary Duff                       |
| 30 de maio      | Chris Brown's Journey                                          | Chris Brown                       |
| 1 de junho      | End of an Era                                                  | Nightwish                         |
| 12 de junho     | Under the Iron Sea                                             | Keane                             |
| 19 de junho     | Anthology                                                      | Bruce Dickinson                   |
| 19 de junho     | The Greatest Hits – Why Try Harder                             | Fatboy Slim                       |
| 19 de junho     | The Hits & Beyond                                              | Dannii Minogue                    |
| 20 de junho     | I'm Going to Tell You a Secret                                 | Madonna                           |
| 26 de junho     | 11,000 Clicks                                                  | Moloko                            |
| 6 de julho      | Credo: John Paul II                                            | Andrea Bocelli                    |
| 4 de setembro   | Lover of Life, Singer of Songs                                 | Freddie Mercury                   |
| 7 de setembro   | The Best                                                       | t.A.T.u.                          |
| 12 de dezembro  | When the Light Is Mine: The Best of the I.R.S. Years 1982–1987 | R.E.M.                            |
| 16 de setembro  | Live at Montreux 1986                                          | Eric Clapton                      |
| 25 de setembro  | Touring the Angel: Live in Milan                               | Depeche Mode                      |
| 26 de setembro  | Chopped, Screwed, Live and Unglued                             | KoЯn                              |
| 2 de outubro    | Classics: The Best of Sarah Brightman                          | Sarah Brightman                   |
| 24 de outubro   | Go – The Very Best of Moby                                     | Moby                              |
| 6 de novembro   | High Times: Singles 1992–2006                                  | Jamiroquai                        |
| 23 de outubro   | Take That: The Ultimate Tour                                   | Take That                         |
| 7 de novembro   | MTV Unplugged                                                  | Ricky Martin                      |
| 7 de novembro   | Skin and Bones                                                 | Foo Fighters                      |
| 7 de novembro   | Under the Desert Sky                                           | Andrea Bocelli                    |
| 8 de novembro   | The Best of Depeche Mode Volume 1                              | Depeche Mode                      |
| 10 de novembro  | Overloaded: The Singles Collection                             | Sugababes                         |
| 12 de novembro  | Hurrah! A Year of Ta-Dah                                       | Scissor Sisters                   |
| 13 de novembro  | The Greatest Hits Live from Wembley Arena                      | Girls Aloud                       |
| 14 de novembro  | Live at the Fillmore East                                      | Neil Young e Crazy Horse          |
| 14 de novembro  | The Space Within US                                            | Paul McCartney                    |
| 17 de novembro  | U218 Videos                                                    | U2                                |
| 17 de novembro  | Völkerball                                                     | Rammstein                         |
| 20 de novembro  | Vertigo 05: Live from Milan                                    | U2                                |
| 21 de novembro  | Live in New York City                                          | Natasha Bedingfield               |
| 23 de novembro  | Live from Sydney to Vegas                                      | The Black Eyed Peas               |
| 26 de novembro  | Beyoncé: The Ultimate Performer                                | Beyoncé                           |
| 27 de novembro  | Festival 2005                                                  | The Cure                          |
| 28 de novembro  | And Through It All: Robbie Williams Live 1997–2006             | Robbie Williams                   |
| 1 de dezembro   | PCD Live from London                                           | The Pussycat Dolls                |
| 4 de dezembro   | Harajuku Lovers Live                                           | Gwen Stefani                      |
| 4 de dezembro   | The Videos 1989–2004                                           | Metallica                         |
| 5 de dezembro   | Reflections: The Definitive Performances (1964–1969)           | The Supremes                      |
| 16 de dezembro  | Greatest Hits: Live in Amsterdam                               | The Supremes                      |

### EPs
| Data            | Título                                    | Artista(s)       |
| --------------- | ----------------------------------------- | ---------------- |
| 7 de fevereiro  | Live from the Have a Nice Day Tour        | Bon Jovi         |
| 14 de fevereiro | With Love                                 | Michael Bublé    |
| 21 de fevereiro | Visionary Remixes                         | Michael Jackson  |
| 21 de março     | Boy                                       | Erasure          |
| 24 de abril     | Who the Fuck Are Arctic Monkeys?          | Arctic Monkeys   |
| 4 de junho      | Monkey on My Shoulder                     | James Blunt      |
| 20 de junho     | He's a Pirate                             | Vários artistas  |
| 20 de junho     | Live at Easy Street                       | Pearl Jam        |
| 17 de julho     | Wire & Glass                              | The Who          |
| 13 de novembro  | It Overtakes Me                           | The Flaming Lips |
| 27 de novembro  | Festival 2005                             | The Cure         |
| 28 de novembro  | Sounds of the Season: The Enya Collection | Enya             |
| 12 de dezembro  | The Village Sessions                      | John Mayer       |

### Box sets
| Data           | Título                          | Artista(s)      |
| -------------- | ------------------------------- | --------------- |
| 13 de junho    | Rush Replay X 3                 | Rush            |
| 19 de junho    | Anthology                       | Bruce Dickinson |
| 18 de outubro  | The Rox Box/Roxette 86–06       | Roxette         |
| 31 de outubro  | Kissology Volume One: 1974–1977 | Kiss            |
| 1 de novembro  | The Entertainer                 | Garth Brooks    |
| 7 de novembro  | Sinatra: Vegas                  | Frank Sinatra   |
| 14 de novembro | Everything Under the Sun        | Sublime         |
| 5 de dezembro  | Oral Fixation, Vol. 1 & 2       | Shakira         |

### Singles
| Data            | Título                             | Artista(s)                                           |
| --------------- | ---------------------------------- | ---------------------------------------------------- |
| 16 de janeiro   | "Pump It"                          | The Black Eyed Peas                                  |
| 17 de janeiro   | "Shake That"                       | Eminem com part. de Nate Dogg                        |
| 17 de janeiro   | "Walk Away"                        | Kelly Clarkson                                       |
| 19 de janeiro   | "Día de Enero"                     | Shakira                                              |
| 23 de janeiro   | "Far Away"                         | Nickelback                                           |
| 6 de fevereiro  | "Sorry"                            | Madonna                                              |
| 7 de fevereiro  | "Stupid Girls"                     | P!nk                                                 |
| 14 de fevereiro | "SOS"                              | Rihanna                                              |
| 21 de fevereiro | "What's Left of Me"                | Nick Lachey                                          |
| 28 de fevereiro | "Hips Don't Lie"                   | Shakira com part. de Wyclef Jean                     |
| 13 de março     | "Crazy"                            | Gnarls Barkley                                       |
| 21 de março     | "Do It to It"                      | Cherish com part. de Sean Paul de YoungBloodZ        |
| 28 de março     | "The Best of Both Worlds"          | Miley Cyrus                                          |
| 3 de abril      | "Say Somethin'"                    | Mariah Carey com part. de Snoop Dogg                 |
| 11 de abril     | "Buttons"                          | The Pussycat Dolls com part. de Snoop Dogg           |
| 14 de abril     | "Where'd You Go"                   | Fort Minor com part. de Holly Brook e Jonah Matranga |
| 24 de abril     | "LDN"                              | Lily Allen                                           |
| 25 de abril     | "Promiscuous"                      | Nelly Furtado com part. de Timbaland                 |
| 1 de maio       | "Unfaithful"                       | Rihanna                                              |
| 8 de maio       | "Who Knew"                         | P!nk                                                 |
| 26 de maio      | "Maneater"                         | Nelly Furtado                                        |
| 30 de maio      | "Get Together"                     | Madonna                                              |
| 5 de junho      | "Stars Are Blind"                  | Paris Hilton                                         |
| 6 de junho      | "Ain't No Other Man"               | Christina Aguilera                                   |
| 6 de junho      | "Chasing Cars"                     | Snow Patrol                                          |
| 19 de junho     | "Mas que Nada"                     | Sérgio Mendes com part. de The Black Eyed Peas       |
| 24 de junho     | "Déjà Vu"                          | Beyoncé com part. de Jay-Z                           |
| 3 de julho      | "Smile"                            | Lily Allen                                           |
| 18 de julho     | "SexyBack"                         | Justin Timberlake                                    |
| 18 de julho     | "London Bridge"                    | Fergie                                               |
| 24 de julho     | "Too Little Too Late"              | JoJo                                                 |
| 14 de agosto    | "I Don't Feel Like Dancin'"        | Scissor Sisters                                      |
| 21 de agosto    | "We Ride"                          | Rihanna                                              |
| 28 de agosto    | "U + Ur Hand"                      | P!nk                                                 |
| 6 de setembro   | "Call Me When You're Sober"        | Evanescence                                          |
| 10 de setembro  | "Ring the Alarm"                   | Beyoncé                                              |
| 11 de setembro  | "Jump"                             | Madonna                                              |
| 12 de setembro  | "Welcome to the Black Parade"      | My Chemical Romance                                  |
| 17 de setembro  | "Hurt"                             | Christina Aguilera                                   |
| 25 de setembro  | "LDN"                              | Lily Allen                                           |
| 26 de setembro  | "Smack That"                       | Akon com part. de Eminem                             |
| 5 de outubro    | "I Wanna Love You"                 | Akon com part. de Snoop Dogg                         |
| 16 de outubro   | "Wait a Minute"                    | The Pussycat Dolls com part. de Timbaland            |
| 23 de outubro   | "Irreplaceable"                    | Beyoncé                                              |
| 23 de outubro   | "Fergalicious"                     | Fergie com part. de will.i.am                        |
| 24 de outubro   | "My Love"                          | Justin Timberlake com part. de T.I.                  |
| 30 de outubro   | "Wind It Up"                       | Gwen Stefani                                         |
| 30 de outubro   | "I Can't Hate You Anymore"         | Nick Lachey                                          |
| 31 de outubro   | "Say It Right"                     | Nelly Furtado                                        |
| 13 de novembro  | "Break It Off"                     | Rihanna com part. de Sean Paul                       |
| 24 de novembro  | "All Good Things (Come to an End)" | Nelly Furtado                                        |
| 27 de novembro  | "Bones"                            | The Killers                                          |
| 4 de dezembro   | "Lithium"                          | Evanescence                                          |
| 19 de dezembro  | "The Sweet Escape"                 | Gwen Stefani com part. de Akon                       |

## Paradas musicais

### Álbuns mais bem sucedidos
| #    | Título                                                 | Artista(s)                     |
| ---- | ------------------------------------------------------ | ------------------------------ |
| 01   | Stadium Arcadium                                       | Red Hot Chili Peppers          |
| 02   | FutureSex/LoveSounds                                   | Justin Timberlake              |
| 03   | Loose                                                  | Nelly Furtado                  |
| 04   | Back to Basics                                         | Christina Aguilera             |
| 05   | The Open Door                                          | Evanescence                    |
| 06   | 10,000 Days                                            | Tool                           |
| 07   | Modern Times                                           | Bob Dylan                      |
| 08   | Black Holes & Revelations                              | Muse                           |
| 09   | High School Musical                                    | Elenco de High School Musical  |
| 10   | I'm Not Dead                                           | P!nk                           |
| 11   | Taking the Long Way                                    | Dixie Chicks                   |
| 14   | Love                                                   | The Beatles                    |
| 15   | B'Day                                                  | Beyoncé                        |
| 16   | Sam's Town                                             | The Killers                    |
| 17   | Sing-A-Longs and Lullabies for the Film Curious George | Jack Johnson                   |
| 18   | U218 Singles                                           | U2                             |
| 19   | The Dutchess                                           | Fergie                         |
| 20   | The Black Parade                                       | My Chemical Romance            |
| 21   | Konvicted                                              | Akon                           |
| 22   | Eyes Open                                              | Snow Patrol                    |
| 23   | Still the Same... Great Rock Classics of Our Time      | Rod Stewart                    |
| 24   | American V: A Hundred Highways                         | Johnny Cash                    |
| 25   | The Breakthrough                                       | Mary J. Blige                  |
| 27   | 3121                                                   | Prince                         |
| 28   | A Matter of Life and Death                             | Iron Maiden                    |
| 29   | Revelations                                            | Audioslave                     |
| 30   | Ring of Fire: The Legend of Johnny Cash                | Johnny Cash                    |
| 31   | Ta-Dah                                                 | Scissor Sisters                |
| 32   | A Girl like Me                                         | Rihanna                        |
| 33   | Siempre                                                | Il Divo                        |
| 34   | Twenty Five                                            | George Michael                 |
| 35   | Continuum                                              | John Mayer                     |
| 36   | We Shall Overcome: The Seeger Sessions                 | Bruce Springsteen              |
| 37   | On an Island                                           | David Gilmour                  |
| 38   | Corinne Bailey Rae                                     | Corinne Bailey Rae             |
| 39   | Me and My Gang                                         | Rascal Flatts                  |
| 40   | Hannah Montana                                         | Miley Cyrus                    |
| 41   | Meds                                                   | Placebo                        |
| 42   | Under the Iron Sea                                     | Keane                          |
| 43   | Unpredictable                                          | Jamie Foxx                     |
| 44   | Press Play                                             | P. Diddy                       |
| 45   | Kingdom Come                                           | Jay-Z                          |
| 46   | Awake                                                  | Josh Groban                    |
| 47   | Amore                                                  | Andrea Bocelli                 |
| 48   | Pearl Jam                                              | Pearl Jam                      |
| 49   | Billy Talent II                                        | Billy Talent                   |
| 50   | The Sweet Escape                                       | Gwen Stefani                   |
| 51   | The Big Bang                                           | Busta Rhymes                   |
| 52   | Bat Out of Hell III: The Monster Is Loose              | Meat Loaf                      |
| 53   | In My Own Words                                        | Ne-Yo                          |
| 54   | The Best of Depeche Mode Volume 1                      | Depeche Mode                   |
| 55   | Light Grenades                                         | Incubus                        |
| 56   | The Eraser                                             | Thom Yorke                     |
| 57   | Both Sides of the Gun                                  | Ben Harper                     |
| 58   | King                                                   | T.I.                           |
| 59   | Alright, Still                                         | Lily Allen                     |
| 60   | Decemberunderground                                    | AFI                            |
| 61   | The Greatest Songs of the Fifties                      | Barry Manilow                  |
| 62   | First Impressions of Earth                             | The Strokes                    |
| 63   | The Road to Escondido                                  | J. J. Cale e Eric Clapton      |
| 64   | Hip Hop Is Dead                                        | Nas                            |
| 65   | From Under the Cork Tree                               | Fall Out Boy                   |
| 66   | Wolfmother                                             | Wolfmother                     |
| 67   | Doctor's Advocate                                      | The Game                       |
| 68   | Release Therapy                                        | Ludacris                       |
| 69   | All the Roadrunning                                    | Mark Knopfler e Emmylou Harris |
| 70   | Beautiful World                                        | Take That                      |
| 71   | Undiscovered                                           | James Morrison                 |
| 72   | A Fever You Can't Sweat Out                            | Panic! at the Disco            |
| 73   | From This Moment On                                    | Diana Krall                    |
| 74   | The Christmas Collection                               | Il Divo                        |
| 75   | Once Again                                             | John Legend                    |
| 76   | Danity Kane                                            | Danity Kane                    |
| 77   | Testimony: Vol. 1, Life & Relationship                 | India Arie                     |
| 78   | IV                                                     | Godsmack                       |
| 79   | Idlewild                                               | Outkast                        |
| 80   | These Streets                                          | Paolo Nutini                   |
| 81   | Ringleader of the Tormentors                           | Morrissey                      |
| 82   | Duets: An American Classic                             | Tony Bennett                   |
| 83   | Chris Brown                                            | Chris Brown                    |
| 84   | Come What(ever) May                                    | Stone Sour                     |
| 85   | Broken Boy Soldiers                                    | The Raconteurs                 |
| 86   | Eminem Presents the Re-Up                              | Artistas da Shady Records      |
| 87   | 12 Songs                                               | Neil Diamond                   |
| 88   | Love, Pain & the Whole Crazy Thing                     | Keith Urban                    |
| 89   | Orphans: Brawlers, Bawlers & Bastards                  | Tom Waits                      |
| 90   | Christ Illusion                                        | Slayer                         |
| 91   | Coming Home                                            | Lionel Richie                  |
| 92   | 'Thug Motivation 102: The Inspiration                  | Young Jeezy                    |
| 93   | 'THighway Companion                                    | Tom Petty                      |
| 94   | 'TTha Blue Carpet Treatment                            | Snoop Dogg                     |
| 95   | Classics: The Best of Sarah Brightman                  | Sarah Brightman                |
| 96   | Duets: The Final Chapter                               | The Notorious B.I.G.           |
| 97   | Port of Miami                                          | Rick Ross                      |
| 98   | Walk the Line (Original Motion Picture Soundtrack)     | Vários artistas                |
| 99   | Reality Check                                          | Juvenile                       |
| 1000 | Ghetto Classics                                        | Jaheim                         |

### Singlesmais bem sucedidos
| #   | Título                                                 | Artista(s)                                                                |
| --- | ------------------------------------------------------ | ------------------------------------------------------------------------- |
| 01  | "Hips Don't Lie"                                       | Shakira com part. de Wyclef Jean                                          |
| 02  | "Sexyback"                                             | Justin Timberlake                                                         |
| 03  | "Crazy"                                                | Gnarls Barkley                                                            |
| 04  | "Irreplaceable"                                        | Beyoncé                                                                   |
| 05  | "All I Want for Christmas Is You"                      | Mariah Carey                                                              |
| 06  | "Promiscuous"                                          | Nelly Furtado com part. de Timbaland                                      |
| 07  | "I Don't Feel Like Dancin'"                            | Scissor Sisters                                                           |
| 08  | "Smack That"                                           | Akon com part. de Eminem                                                  |
| 09  | "SOS"                                                  | Rihanna                                                                   |
| 10  | "Ain't No Other Man"                                   | Christina Aguilera                                                        |
| 11  | "Dani California"                                      | Red Hot Chili Peppers                                                     |
| 12  | "My Love"                                              | Justin Timberlake com part. de T.I.                                       |
| 13  | "Because of You"                                       | Kelly Clarkson                                                            |
| 14  | "London Bridge"                                        | Fergie                                                                    |
| 15  | "Temperature"                                          | Sean Paul                                                                 |
| 16  | "Run It!"                                              | Chris Brown com part. de Juelz Santana                                    |
| 17  | "The Saints Are Coming"                                | U2 e Green Day                                                            |
| 18  | "Hurt"                                                 | Christina Aguilera                                                        |
| 19  | "So Sick"                                              | Ne-Yo                                                                     |
| 20  | "Check on It"                                          | Beyoncé com part. de Slim Thug e Bun B                                    |
| 21  | "All Good Things (Come to an End)"                     | Nelly Furtado                                                             |
| 22  | "Buttons"                                              | The Pussycat Dolls com part. de Snoop Dogg                                |
| 23  | "Patience"                                             | Take That                                                                 |
| 24  | "Sorry"                                                | Madonna                                                                   |
| 25  | "Déjà Vu"                                              | Beyoncé com part. de Jay-Z                                                |
| 26  | "Stupid Girls"                                         | P!nk                                                                      |
| 27  | "Welcome to the Black Parade"                          | My Chemical Romance                                                       |
| 28  | "Call Me When You're Sober"                            | Evanescence                                                               |
| 29  | "Wind It Up"                                           | Gwen Stefani                                                              |
| 30  | "U + Ur Hand"                                          | P!nk                                                                      |
| 31  | "Unfaithful"                                           | Rihanna                                                                   |
| 32  | "Everytime We Touch"                                   | Cascada                                                                   |
| 33  | "Maneater"                                             | Nelly Furtado                                                             |
| 34  | "Beep"                                                 | The Pussycat Dolls com part. de will.i.am                                 |
| 35  | "I Wish I Was a Punk Rocker (With Flowers in My Hair)" | Sandi Thom                                                                |
| 36  | "Be Without You"                                       | Mary J. Blige                                                             |
| 37  | "Chasing Cars"                                         | Snow Patrol                                                               |
| 38  | "When I'm Gone"                                        | Eminem                                                                    |
| 39  | "Don't Forget About Us"                                | Mariah Carey                                                              |
| 40  | "Over My Head (Cable Car)"                             | The Fray                                                                  |
| 41  | "I Write Sins Not Tragedies"                           | Panic! at the Disco                                                       |
| 42  | "Snow (Hey Oh)"                                        | Red Hot Chili Peppers                                                     |
| 43  | "Pump It"                                              | The Black Eyed Peas                                                       |
| 44  | "You Give Me Something"                                | James Morrison                                                            |
| 45  | "Who Knew"                                             | P!nk                                                                      |
| 46  | "One"                                                  | Mary J. Blige e U2                                                        |
| 47  | "Breakaway"                                            | Kelly Clarkson                                                            |
| 48  | "Stars Are Blind"                                      | Paris Hilton                                                              |
| 49  | "Me & U"                                               | Cassie                                                                    |
| 50  | "When You Were Young"                                  | The Killers                                                               |
| 51  | "Too Little Too Late"                                  | JoJo                                                                      |
| 52  | "Upside Down"                                          | Jack Johnson                                                              |
| 53  | "Black Horse and the Cherry Tree"                      | KT Tunstall                                                               |
| 54  | "Far Away"                                             | Nickelback                                                                |
| 55  | "Sexy Love"                                            | Ne-Yo                                                                     |
| 56  | "Lips of an Angel"                                     | Hinder                                                                    |
| 57  | "Smile"                                                | Lily Allen                                                                |
| 58  | "What's Left of Me"                                    | Nick Lachey                                                               |
| 59  | "(When You Gonna) Give It Up to Me"                    | Sean Paul com part. de Keyshia Cole                                       |
| 60  | "Suddenly I See"                                       | KT Tunstall                                                               |
| 61  | "Hard Rock Hallelujah"                                 | Lordi                                                                     |
| 62  | "Nasty Girl"                                           | The Notorious B.I.G. com part. de Diddy, Nelly, Jagged Edge e Avery Storm |
| 63  | "Tell Me Baby"                                         | Red Hot Chili Peppers                                                     |
| 64  | "Not Ready to Make Nice"                               | Dixie Chicks                                                              |
| 65  | "Young Folks"                                          | Peter Bjorn and John com part. de Victoria Bergsman                       |
| 66  | "Come to Me"                                           | P. Diddy com part. de Nicole Scherzinger                                  |
| 67  | "Put Your Records On"                                  | Corinne Bailey Rae                                                        |
| 68  | "Goodbye My Lover"                                     | James Blunt                                                               |
| 69  | "Jump"                                                 | Madonna                                                                   |
| 70  | "Rudebox"                                              | Robbie Williams                                                           |
| 71  | "Mas Que Nada"                                         | Sérgio Mendes com part. de The Black Eyed Peas                            |
| 72  | "Walk Away"                                            | Kelly Clarkson                                                            |
| 73  | "Get Together"                                         | Madonna                                                                   |
| 74  | "Laffy Taffy"                                          | D4L                                                                       |
| 75  | "Yo (Excuse Me Miss)"                                  | Chris Brown                                                               |
| 76  | "You Know My Name"                                     | Chris Cornell                                                             |
| 77  | "Grillz"                                               | Nelly com part. de Paul Wall e Ali & Gipp                                 |
| 78  | "Touch It"                                             | Busta Rhymes                                                              |
| 79  | "Bossy"                                                | Kelis com part. de Too Short                                              |
| 80  | "Starlight"                                            | Muse                                                                      |
| 81  | "Waiting on the World to Change"                       | John Mayer                                                                |
| 82  | "High"                                                 | James Blunt                                                               |
| 83  | "Gimme That"                                           | Chris Brown com part. de Lil Wayne                                        |
| 84  | "Dance Dance"                                          | Fall Out Boy                                                              |
| 85  | "There It Go (The Whistle Song)"                       | Juelz Santana                                                             |
| 86  | "Where'd You Go"                                       | Fort Minor com part. de Holly Brook e Jonah Matranga                      |
| 87  | "Steady, As She Goes"                                  | The Raconteurs                                                            |
| 88  | "Money Maker"                                          | Ludacris com part. de Pharrell Williams                                   |
| 89  | "When the Sun Goes Down"                               | Arctic Monkeys                                                            |
| 90  | "I Belong to You (Il Ritmo della Passione)"            | Eros Ramazzotti e Anastacia                                               |
| 91  | "World, Hold On (Children of the Sky)"                 | Bob Sinclar com part. de Steve Edwards                                    |
| 92  | "What You Know"                                        | T.I.                                                                      |
| 93  | "No Promises"                                          | Shayne Ward                                                               |
| 94  | "We Are the Champions (Ding a Dang Dong)"              | Crazy Frog                                                                |
| 95  | "A Public Affair"                                      | Jessica Simpson                                                           |
| 96  | "Is It Any Wonder?"                                    | Keane                                                                     |
| 97  | "Supermassive Black Hole"                              | Muse                                                                      |
| 98  | "Unpredictable"                                        | Jamie Foxx com part. de Ludacris                                          |
| 99  | "Dirty Little Secret"                                  | The All-American Rejects                                                  |
| 100 | "Shame"                                                | Monrose                                                                   |

## Premiações
| Data            | Cerimônia                        | Local                       |
| --------------- | -------------------------------- | --------------------------- |
| 10 de janeiro   | People's Choice Awards           | Los Angeles, Estados Unidos |
| 21 de janeiro   | NRJ Music Awards                 | Cannes, França              |
| 8 de fevereiro  | Grammy Awards                    | Los Angeles, Estados Unidos |
| 14 de fevereiro | Brit Awards                      | Londres, Inglaterra         |
| 18 de março     | Soul Train Music Awards          | Pasadena, Estados Unidos    |
| 1-2 de abril    | Juno Awards                      | Halifax, Canadá             |
| 18 de maio      | Eurovision Song Contest          | Atenas, Grécia              |
| 28 de setembro  | MTV Video Music Brasil           | São Paulo, Brasil           |
| 29 de outubro   | ARIA Music Awards                | Sydney, Austrália           |
| 6 de novembro   | Country Music Association Awards | Nashville, Estados Unidos   |
| 2 de novembro   | MTV Europe Music Awards          | Copenhague, Dinamarca       |
| 21 de novembro  | American Music Awards            | Los Angeles, Estados Unidos |
| 4 de dezembro   | Billboard Music Awards           | Paradise, Estados Unidos    |
| 31 de dezembro  | Japan Record Awards              | Tóquio, Japão               |

## Festivais
| Data                         | Festival                                 | Local                      |
| ---------------------------- | ---------------------------------------- | -------------------------- |
| 11-15 de janeiro             | Colorado MahlerFest                      | Boulder, Estados Unidos    |
| 20 de janeiro-5 de fevereiro | Big Day Out                              | Austrália e Nova Zelândia  |
| 1-2 de abril                 | Festival Imperial                        | Alajuela, Costa Rica       |
| 21-23 de abril               | Terrastock 6                             | Providence, Estados Unidos |
| 29-30 de abril               | Coachella Valley Music and Arts Festival | Indio, Estados Unidos      |
| 18-20 de maio                | Eurovision Song Contest 2006             | Atenas, Grécia             |
| 9-11 de junho                | Download Festival                        | Leicestershire, Inglaterra |
| 16-18 de junho               | Bonnaroo Music Festival                  | Manchester, Estados Unidos |
| 4-6 de agosto                | Lollapalooza                             | Chicago, Estados Unidos    |

## Turnês
| Data                                           | Turnê                                                | Artista                             |
| ---------------------------------------------- | ---------------------------------------------------- | ----------------------------------- |
| 1 de janeiro de 2001—31 de dezembro de 2011    | Chinese Democracy Tour                               | Guns N' Roses                       |
| 25 de julho de 2004—20 de maio de 2006         | Turnê MTV Ao Vivo                                    | Ivete Sangalo                       |
| 23 de outubro de 2004—19 de junho de 2006      | Barrio Fino World Tour                               | Daddy Yankee                        |
| 2 de fevereiro de 2005—5 de fevereiro de 2006  | Arular Tour                                          | M.I.A.                              |
| 28 de março de 2005—13 de abril de 2006        | Queen + Paul Rodgers Tour                            | Queen + Paul Rodgers                |
| 28 de março de 2005—9 de dezembro de 2006      | Vertigo Tour                                         | U2                                  |
| 30 de março de 2005—23 de março de 2006        | The Breakaway Tour                                   | Kelly Clarkson                      |
| 15 de abril de 2005—8 de julho de 2006         | Something to Be Tour                                 | Rob Thomas                          |
| 10 de maio de 2005—31 de março de 2006         | Don't Believe the Truth Tour                         | Oasis                               |
| 3 de junho de 2005—29 de dezembro de 2006      | The Monkey Business Tour                             | The Black Eyed Peas                 |
| 15 de junho de 2005—4 de março de 2007         | Twisted Logic Tour                                   | Coldplay                            |
| 19 de julho de 2005—2 de fevereiro de 2006     | Never Gone Tour                                      | Backstreet Boys                     |
| 21 de agosto de 2005—26 de agosto de 2007      | A Bigger Bang Tour                                   | The Rolling Stones                  |
| 13 de setembro de 2005—23 de setembro de 2007  | México en la Piel Tour                               | Luis Miguel                         |
| 11 de outubro de 2005—22 de abril de 2006      | Touch the Sky Tour                                   | Kanye West                          |
| 28 de outubro de 2005—1 de agosto de 2006      | Touring the Angel                                    | Depeche Mode                        |
| 1 de novembro de 2005—6 de abril de 2006       | Demon Days Live                                      | Gorillaz                            |
| 2 de novembro de 2005—29 de julho de 2006      | Have a Nice Day Tour                                 | Bon Jovi                            |
| 14 de fevereiro de 2006—22 de setembro de 2007 | Eyes Open Tour                                       | Snow Patrol                         |
| 7 de março de 2006—1 de junho de 2006          | Forever Night, Never Day Tour                        | Thirty Seconds to Mars              |
| 10 de março de 2006—3 de julho de 2006         | Libra Tour                                           | Toni Braxton                        |
| 11 de março—27 de novembro de 2008             | Balé Mulato                                          | Daniela Mercury                     |
| 18 de março de 2006—22 de abril de 2006        | In Search of Sunrise 5 Asia Tour                     | Tiësto                              |
| 1 de abril de 2006—20 de novembro de 2006      | Never Ending Tour 2006                               | Bob Dylan                           |
| 3 de abril de 2006—12 de setembro de 2006      | Face to Face Tour                                    | Westlife                            |
| 5 de abril de 2006—1 de outubro de 2006        | Carrie Underwood: Live in Concert                    | Carrie Underwood                    |
| 10 de abril de 2006—18 de dezembro de 2006     | Close Encounters Tour                                | Robbie Williams                     |
| 20 de abril de 2006—21 de novembro de 2006     | Bruce Springsteen with the Seeger Sessions Band Tour | Bruce Springsteen com Sessions Band |
| 21 de abril de 2006—1 de setembro de 2007      | Soul2Soul II Tour                                    | Tim McGraw e Faith Hill             |
| 23 de abril de 2006—28 de junho de 2006        | The Ultimate Tour                                    | Take That                           |
| 9 de maio de 2006—9 de dezembro de 2006        | Pearl Jam 2006 World Tour                            | Pearl Jam                           |
| 13 de maio de 2006—17 de agosto de 2008        | Black Holes and Revelations Tour                     | Muse                                |
| 21 de maio de 2006—21 de setembro de 2006      | Confessions Tour                                     | Madonna                             |
| 22 de maio de 2006—3 de junho de 2006          | Chemistry: The Tour                                  | Girls Aloud                         |
| 28 de maio de 2006—2 de setembro de 2006       | Elton John 2006 European Tour                        | Elton John                          |
| 30 de maio de 2006—27 de agosto de 2007        | Stadium Arcadium World Tour                          | Red Hot Chili Peppers               |
| 2 de junho de 2006—6 de junho de 2008          | The Dark Side of the Moon Live                       | Roger Waters                        |
| 7 de junho de 2006—1 de dezembro de 2007       | The Who Tour 2006–2007                               | The Who                             |
| 10 de junho de 2006—13 de agosto de 2006       | Summer Tour                                          | Erykah Badu                         |
| 14 de junho de 2006—23 de dezembro de 2007     | Oral Fixation Tour                                   | Shakira                             |
| 15 de junho de 2006—25 de novembro de 2007     | Fundamental Tour                                     | Pet Shop Boys                       |
| 16 de junho de 2006—3 de maio de 2007          | PCD World Tour                                       | The Pussycat Dolls                  |
| 27 de junho de 2006—11 de setembro de 2007     | I'm Not Dead Tour                                    | P!nk                                |
| 30 de junho de 2006—6 de agosto de 2006        | Addicted Tour                                        | Kelly Clarkson                      |
| 1 de julho de 2006—30 de setembro de 2006      | Rihanna: Live in Concert Tour                        | Rihanna                             |
| 14 de julho de 2006—10 de setembro de 2006     | The Breakthrough Experience Tour                     | Mary J. Blige                       |
| 21 de julho de 2006—5 de dezembro de 2006      | Accidents & Accusations Tour                         | Dixie Chicks                        |
| 22 de julho de 2006—28 de outubro de 2006      | The Adventures of Mimi                               | Mariah Carey                        |
| 29 de julho de 2006—22 de setembro de 2006     | Family Values Tour 2006                              | KoЯn                                |
| 15 de setembro de 2006—19 de janeiro de 2008   | The Captain and the Kid Tour                         | Elton John                          |
| 20 de setembro—8 de outubro de 2006            | RBD Tour Brasil 2006                                 | RBD                                 |
| 23 de setembro de 2006—1 de dezembro de 2008   | 25 Live                                              | George Michael                      |
| 4 de outubro de 2006—24 de junho de 2007       | A Matter of Life and Death Tour                      | Iron Maiden                         |
| 4 de outubro de 2006—25 de julho de 2007       | Streisand                                            | Barbra Streisand                    |
| 17 de outubro de 2006—15 de julho de 2008      | Get Loose Tour                                       | Nelly Furtado                       |
| 17 de outubro de 2006—25 de novembro de 2006   | Welcome to the Universe Tour                         | Thirty Seconds to Mars              |
| 26 de outubro de 2006—10 de dezembro de 2006   | Ciara: Live in Concert                               | Ciara                               |
| 13 de novembro de 2005—7 de junho de 2006      | One Night Only with Ricky Martin                     | Ricky Martin                        |
| 17 de novembro de 2006—24 de outubro de 2008   | Back to Basics Tour                                  | Christina Aguilera                  |
| 29 de novembro de 2006—30 de maio de 2007      | High School Musical: The Concert                     | Elenco de High School Musical       |

## Acontecimentos

### Janeiro
- 6 de Janeiro -  A banda The Strokes lança o seu terceiro álbum de estúdio, o First Impressions of Earth
- 17 de Janeiro - A banda  The Black Eyed Peas Lança Pump It  como single do álbum de estúdio  Monkey Business

### Fevereiro
- 3 de fevereiro - A banda RBD desembarcou pela primeira vez no Brasil. Na ocasião, o grupo promoveu um pocket show, mas houve tumulto no local, com três mortos e mais de 40 feridos. A banda retornou ao México, mas prometeu voltar
- 8 de Fevereiro -  Banda OK Go ganha prémio Grammy na categoria de "Best Short-Form Music Video".
- 15 de fevereiro - Aline Barros lança o seu oitavo álbum e o terceiro infantil  Aline Barros & Cia (Vencedor do Grammy Latino 2006)
- 20 de Fevereiro / 21 de Fevereiro - Show da banda irlandesa U2 no Brasil.
- 28 de Fevereiro - Shakira lança como single Hips Don't Lie, que se tornou a música mais vendida e mais bem sucedida do ano.

### Março
- 4 de março, Damares lança o seu quinto álbum de estúdio, com o título de Diário de um Vencedor, que vendeu mais de 50 mil cópias sendo certificado disco de ouro.

### Abril
- 4 de Abril - A banda mexicana RBD lança seu primeiro registro acústico, o Live in Hollywood, gravado em janeiro de 2006 no Pantages Theatre, em Los Angeles.
- 7 de Abril / 8 de Abril - Terceira edição dos shows Planet Pop Festival em São Paulo.
- 10 de Abril - Rihanna lança seu segundo álbum de estúdio, A Girl Like Me, que inclui os smash-hits SOS e Unfaithful.
- 28 de Abril - A dupla Sandy & Junior lança o décimo-quinto álbum de estúdio Sandy & Junior. Este é o penúltimo álbum da dupla, que ficou quase três anos sem lançar um cd de inéditas.

### Maio
- 1 de maio - É lançado o álbum Olha pra Mim, do Ministério de Louvor Apascentar.[1]
- 5 de Maio - A banda Red Hot Chili Peppers lança o álbum Stadium Arcadium.
- 13 de Maio - A banda japonesa Puffy AmiYumi completa 10 anos de carreira.

### Junho
- 1 de Junho - A banda Finlandesa de metal sinfônico Nightwish lança seu terceiro DVD ao vivo End Of An Era.
- 7 de junho - A rapper Lil' Kim Lança o seu primeiro extended play The Dance Remixes, com remixes de suas canções.

### Julho
- 14 de julho - Lily Allen lança o aclamado, Alright, Still, seu álbum de estreia
- 15 de julho - O Ministério de louvor Diante do Trono grava o seu nono DVD: Por Amor de ti oh Brasil , Ao vivo em Belém.
- 31 de Julho - A banda de hard rock norte-americana Stone Sour lança seu segundo álbum de estúdio, o Come What(ever) May

### Agosto
- 10 de Agosto -  Depois do grande sucesso do seu último álbum, Christina Aguilera lança o seu quinto álbum de estúdio Back to Basics que inclui grandes hits como Candyman , Hurt e Ain’t No Other Man que rendeu um Grammy para Melhor Música Pop.
- 22 de Agosto - O conjunto musical mexicano Maná lança seu sétimo álbum de estúdio Amar es combatir, incluindo os sucessos Labios Compartidos, Ojalá Pudiera Borrarte e Manda Una Señal.
- 26 de Agosto - A cantora Jessica Simpson lança seu primeiro álbum de músicas inéditas após polêmico divórcio com o cantor Nick Lachey.
- 28 de Agosto - A banda britânica de heavy metal Iron Maiden lança o disco A matter of life and death.

### Setembro
- 4 de Setembro - Três anos após sua bem sucedida estreia solo, Beyoncé lança seu segundo álbum de inéditas, B'Day, que inclui o grande sucesso Irreplaceable.
- 12 de Setembro - Depois de quatro anos, Justin Timberlake lança um novo álbum, o seu segundo de estúdio e vencedor de quatro prêmios Grammy, FutureSex/Love Sounds, que vendeu 8 milhões de cópias pelo mundo.
- 21 de Setembro - Madonna finaliza a Confessions Tour na cidade de Tokyo no Japão, sendo a turnê feminina mais lucrativa da história até então.
- 25 de Setembro- A Banda Evanescence lança seu novo álbum, The Open Door, com sons mais pesados e sombrios.

### Outubro
- Justin Hawkins sai da banda The Darkness, por uso de drogas.
- 6 de Outubro - Amy Winehouse lança seu 2º e último álbum de estúdio, Back to Black, sendo um enorme sucesso mundial, tendo vendido mais de 12 milhões de cópias no mundo até hoje.
- 8 de Outubro - Gravação do DVD "RBD Live in Rio" no Maracanã, com a presença de mais de 50 mil fãs.
- 18 de Outubro - Em comemoração aos seus vinte anos de carreira, a dupla sueca Roxette lança simultaneamente o box set The Rox Box / Roxette 86-06 e a compilação  A Collection of Roxette Hits: Their 20 Greatest Songs!, ambos trazendo duas novas canções da dupla: "One Wish" e "Reveal".
- 24 de Outubro a banda americana My Chemical Romance lança seu terceiro álbum de estúdio The Black Parade que se transforma em um fenômeno de vendas no ano, chegando ao número #2 na Billboard 200. Logo o primeiro Single Welcome to the Black Parade se torna uma das músicas mais tocadas da Europa e dos Estados Unidos e lidera por 2 semanas seguidas a Parada Britânica, os Singles Famous Last Words e Teenagers se tornam respectivamente o primeiro e segundo vídeos mais vistos do Youtube, o álbum é indicado ao Grammy Awards de melhor álbum de rock, a banda começa a The Black Parade Tour em novembro[2]
- 31 de Outubro - A cantora Gwen Stefani lança o primeiro single de seu segundo álbum solo de estúdio The Sweet Escape, "Wind It Up".

### Novembro
- 10 de novembro - A cantora Laura Pausini lança seu 9º álbum de estúdio intitulado "Lo Canto".
- 17 de novembro - A banda alemã Rammstein lança seu segundo álbum ao vivo intitulado Völkerball, nesse álbum a banda mostra a digressão mundial de 2005.
- 20 de novembro – A banda de rock britânica Oasis lança a coletânea Stop the Clocks.
- 24 de novembro - RBD lança o terceiro álbum de estúdio, Celestial, o primeiro após o fim da novela Rebelde, exibida pela Televisa.

### Dezembro
- 1 de dezembro - A cantora Gwen Stefani lança seu segundo álbum de estúdio, The Sweet Escape.
- 16 de dezembro - Show de gravação do DVD Multishow ao Vivo: Ivete no Maracanã.
- 19 de dezembro - A banda  RBD lança o álbum "Rebels", com versões em inglês de algumas canções de álbuns anteriores e faixas inéditas.
- Matanza Lança o Quarto Álbum de Estúdio A Arte do Insulto.

## Nascimentos
| Data            | Nome                        | Profissão                                | Nacionalidade | Observações | Ref |
| --------------- | --------------------------- | ---------------------------------------- | ------------- | ----------- | --- |
| 11 de fevereiro | Rapeepong Supatineekitdecha | ator, cantor, dançarino e membro do LYKN | Tailândia     |             |     |
| 10 de março     | Kyle Alessandro             | cantor                                   | Noruega       |             |     |

## Mortes
| Data            | Nome                   | Profissão                    | Nacionalidade   | Observações | Ref |
| --------------- | ---------------------- | ---------------------------- | --------------- | ----------- | --- |
| 3 de janeiro    | Robertinho do Acordeon | músico                       | Brasil          | n. 1939     |     |
| 6 de janeiro    | Lou Rawls              | cantor                       | Estados Unidos  | n. 1934     |     |
| 10 de fevereiro | J Dilla                | rapper e produtor musical    | Estados Unidos  | n. 1974     |     |
| 21 de fevereiro | Bruce Hart             | compositor                   | Estados Unidos  | n. 1938     |     |
| 1 de abril      | Ai Takano              | cantor                       | Japão           | n. 1951     |     |
| 11 de abril     | Proof                  | rapper                       | Estados Unidos  | n. 1973     |     |
| 25 de maio      | Desmond Dekker         | cantor e compositor          | Jamaica         | n. 1941     |     |
| 27 de maio      | Dino 7 Cordas          | músico                       | Brasil          | n. 1918     |     |
| 1 de junho      | Rocío Jurado           | cantora                      | Espanha         | n. 1946     |     |
| 4 de junho      | Rodrigo Netto          | músico                       | Brasil          | n. 1977     |     |
| 12 de junho     | György Ligeti          | compositor                   | Hungria         | n. 1923     |     |
| 7 de julho      | Syd Barrett            | músico                       | Inglaterra      | n. 1946     |     |
| 19 de julho     | Florence Véran         | compositora                  | França          | n. 1922     |     |
| 3 de agosto     | Elisabeth Schwarzkopf  | cantora                      | Alemanha        | n. 1915     |     |
| 24 de agosto    | Léopold Simoneau       | cantor                       | Canadá          | n. 1916     |     |
| 6 de setembro   | Astrid Varnay          | cantora                      | Suécia          | n. 1918     |     |
| 24 de setembro  | Aladar Pege            | músico                       | Hungria         | n. 1931     |     |
| 26 de setembro  | Sir Malcolm Arnold     | compositor, maestro e músico | Inglaterra      | n. 1921     |     |
| 26 de outubro   | Rogério Duprat         | maestro                      | Brasil          | n. 1932     |     |
| 3 de novembro   | Paul Mauriat           | maestro                      | França          | n. 1925     |     |
| 9 de novembro   | Mario Zan              | músico                       | Itália / Brasil | n. 1920     |     |
| 10 de novembro  | Gerald Levert          | cantor                       | Estados Unidos  | n. 1966     |     |
| 14 de dezembro  | Sivuca                 | músico                       | Brasil          | n. 1930     |     |
| 22 de dezembro  | Galina Ustvolskaya     | compositora                  | Rússia          | n. 1919     |     |
| 24 de dezembro  | Braguinha              | cantor e compositor          | Brasil          | n. 1907     |     |
| 25 de dezembro  | James Brown            | músico                       | Estados Unidos  | n. 1933     |     |